# Fille d'ouvriers
Fille d'ouvriers est une chanson de Jules Jouy (première version des paroles parue le 27 février 1887; reprise en 1888 dans le recueil Chansons de l'année), sur une musique de Gustave Goublier, chef d'orchestre à l'Eldorado puis aux Folies Bergère. Elle décrit la condition des ouvrières, depuis leur plus jeune âge jusqu'à leur mort, évoquant travaux pénibles, manque d'argent, viol, prostitution, et déchéance finale.

## Interprètes
- Marc Ogeret dans Chansons « contre », disque 33 tours, Vogue, CLVLX29, 1958 (1988 pour le CD, Disques Vogue). Prix de l'Académie Charles-Cros.
- Michèle Bernard, Cantate pour Louise Michel, 2007, EPM.
- Annie Papin  (A. P.) - Christophe Bonzom (C. B.) - Jean-Luc Debattice (J.-L. D.) accompagnés par Philippe Leygnac (P. L.), avec la participation amicale de Serge Utgé-Royo (S. U.-R.), Du rire aux larmes, double CD de 31 chansons, blagues et monologues de Jules Jouy, 2003 - Label de Cadisc / Édito Hudin.
- Évelyne Girardon (avec Bruno Le Tron, accordéon diatonique) dans Amour de Fusain (1988-Compagnie Beline) (Prix de l'Académie Charles Cros)
- Chanson plus bifluorée, La Plus Folle Histoire de la chanson, 2009, EPM.
- Agnès Bihl, Tout fout l'camp (cabaret electro retro), 2016, At(H)Ome.